# 国家留学基金委员会
国家留学基金委员会是中华人民共和国教育部直属非营利事业单位法人，负责中国公民出国留学和外国公民来华留学的组织、资助、管理等工作。
为体现国家对自费留学生的关怀，奖励优秀自费留学人员在学业上取得的优异成绩，鼓励他们回国工作或以多种形式为国服务，经教育部批准，国家留学基金管理委员会于2003年设立了“国家优秀自费留学生奖学金”项目，截至2015年共有4914名在外优秀留学人员获奖。

## 爭議
2023年1月，瑞典發現透過中國國家留學基金委員會招收的中國博士生，在出國之前都需簽署宣誓效忠中國共產黨的協議，要求留學生必須為政權利益服務，也禁止參與違背當局意願的活動，若學生違反條款或自行中斷學業，他們住在中國的家人可能就得背負國家債務。學生的保人（通常是其近親）也被迫畫押，不得在學生留學期間出國，若是學生中斷學業，必須承擔相關賠償責任。此作法已違反瑞典高等教育法令，瑞典相關大學已決定終止與國家留學基金委員會合作招生；3月德國之聲亦報導在德國的中國公費留學生也需簽屬效忠協議書，並刊出中國留學基金要求留學生簽署的協議書。